# Ipoella porriginosa
Ipoella porriginosa är en insektsart som beskrevs av Victor Antoine Signoret 1850. Ipoella porriginosa ingår i släktet Ipoella och familjen dvärgstritar. Inga underarter finns listade i Catalogue of Life.